# Leptostylus transversus
Leptostylus transversus är en skalbaggsart som först beskrevs av Leonard Gyllenhaal 1817.  Leptostylus transversus ingår i släktet Leptostylus och familjen långhorningar. Inga underarter finns listade i Catalogue of Life.

## Bildgalleri

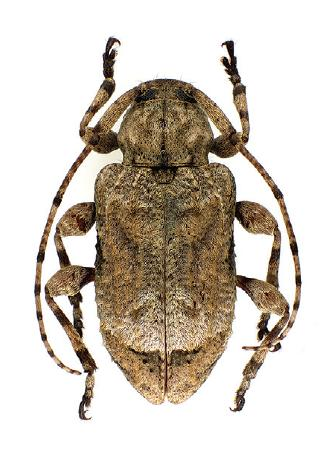